# Edith Head
Pour les articles homonymes, voir Edith, Head et Posener.
Edith Head est une costumière de cinéma américaine, née Edith Posener le 28 octobre 1897 à San Bernardino (Californie) et morte le 24 octobre 1981 à Los Angeles.
Elle remporte huit fois l'Oscar de la meilleure création de costumes entre 1950 et 1974 et est nommée à 27 autres reprises entre 1949 et 1978. Influente, elle est parfois présentée comme ayant « inventé le glamour à Hollywood ».

## Biographie

### Famille et jeunesse
Elle naît Edith Claire Posener à San Bernardino en Californie, de parents juifs, d'origine allemande et autrichienne, Max Posener et Anna E. Levy, mariés en 1895. Peu avant la naissance d'Edith, son père ouvre une petite mercerie à San Bernardino, qui fait faillite en un an.
Le mariage ne survit pas et en 1905, sa mère se remarie avec l'ingénieur minier Frank Spare, originaire de Pennsylvanie. La famille déménage fréquemment du fait des emplois de Spare mais Edith Head se souviendra plus tard avoir vécu pendant ses premières années à Searchlight dans le Nevada. Frank et Anna Spare élèvent Edith comme leur enfant commun. Comme Frank Spare est catholique, Edith le devient également, et même de façon fervente, comme sa mère lui a conseillé de se fondre dans la masse,.

### Études
En 1919, Edith Posener obtient un baccalauréat ès arts en lettres et sciences avec mention en français de l'université de Californie à Berkeley et en 1920, un master ès arts en langues romanes de l'université Stanford.

### Parcours

#### Professeur
Elle devient professeur de français avec son premier poste de remplaçante au The Bishop's School de La Jolla de San Diego en Californie. Après un an, elle prend un poste d'enseignante en espagnol au Hollywood School for Girls à Los Angeles. Désirant un salaire légèrement plus élevé, elle affirme qu'elle pourrait également enseigner l'art ; pour améliorer ses compétences rudimentaires en dessin, elle suit des cours du soir à l'Otis Art Institute et au Chouinard Art College, une école professionnelle d'art.
Le 25 juillet 1923, elle épouse Charles Head, le frère de l'une de ses camarades de classe à Chouinard, Betty Head. Bien que le mariage se soit terminé par un divorce en 1938 après plusieurs années de séparation, et malgré son remariage, Edith Head continue à être connue professionnellement sous ce nom, jusqu'à sa mort. 

#### Hollywood

##### Paramount

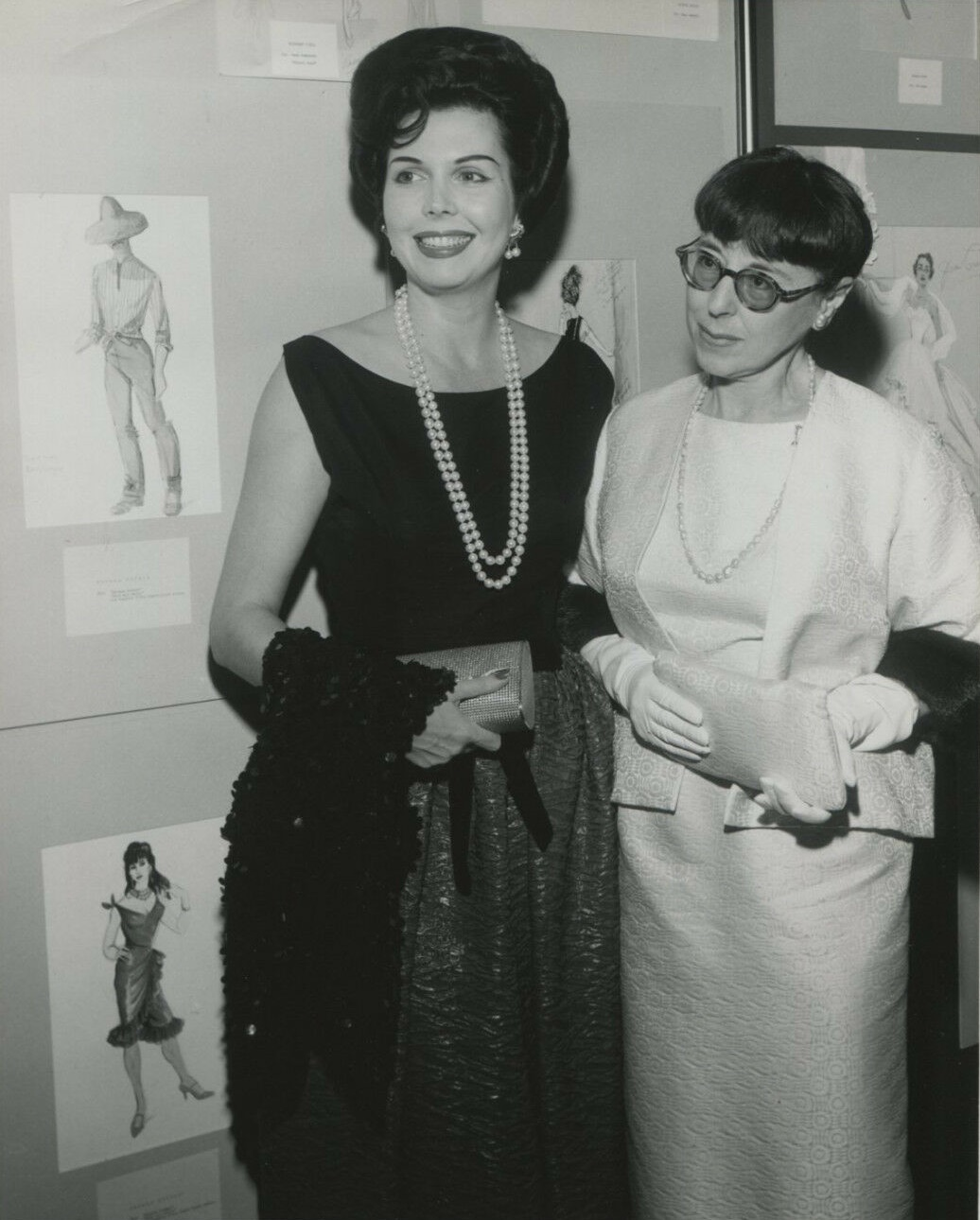
Ann Miller et Edith Head (années 1950).

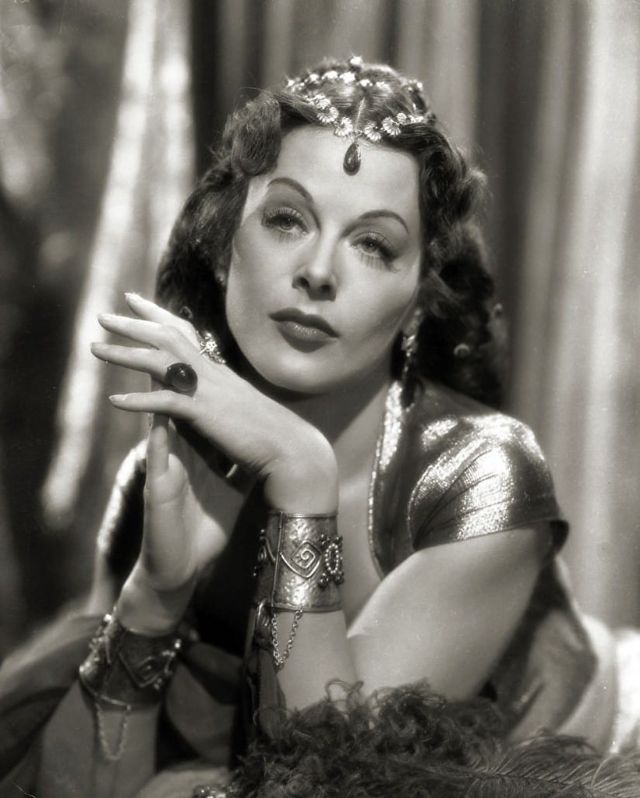
Hedy Lamarr costumée par Edith Head dans Samson and Delilah (1949)

En 1924, malgré le manque d'expérience en art, en design et en conception de costumes, Head, âgé de 26 ans, est embauchée comme dessinatrice de costumes chez Paramount Pictures. Plus tard, elle admettra avoir « emprunté » les croquis d'autres étudiants de Chouinart pour son entretien d'embauche. 
Amenée par Howard Greer, costumier en chef des studios Paramount Pictures, Edith Head commence à concevoir des costumes pour des films muets, en débutant par The Wanderer en 1925 et, dans les années 1930, va vite s'imposer dans cette firme comme l'une des principales costumières d'Hollywood ; de 1938 à 1967, elle dirige le département des créations de costumes. 

##### Universal

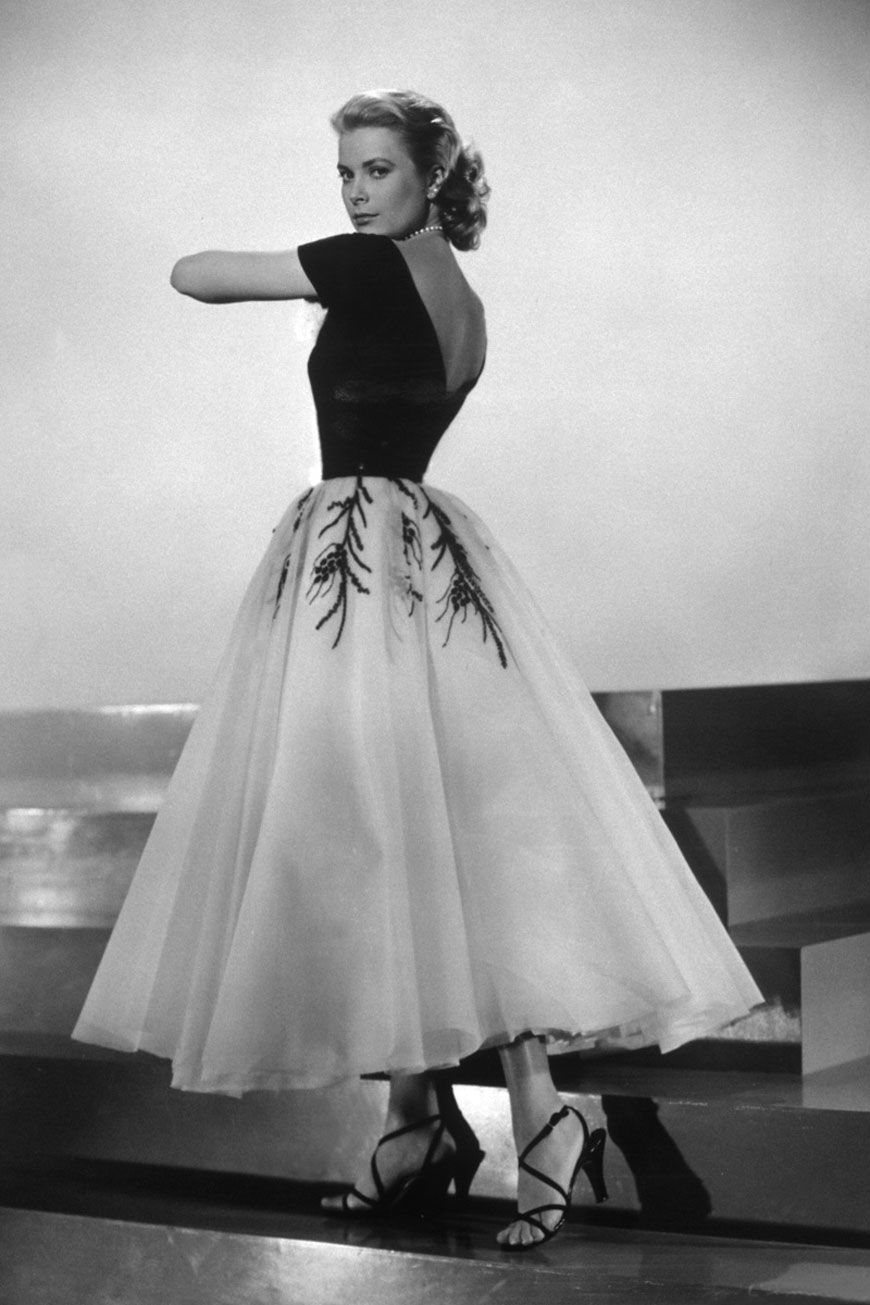
Grace Kelly costumée par Edith Head pour le film Fenêtre sur cour (1954)

Après avoir travaillé chez Paramount pendant 43 ans, elle rejoint les studios Universal en mars 1967, peut-être motivée par son vaste travail pour le réalisateur Alfred Hitchcock, qui avait déménagé chez Universal Pictures en 1960. 
Sa longue carrière de création à Hollywood - des centaines de films à son actif - lui permet de remporter plus d'Oscars que n'importe quelle autre femme dans l'histoire du cinéma : elle est nominée pour 35 Oscars, soit chaque année de 1949 à 1966, et le remporte à huit reprises.
Elle crée pour Ginger Rogers, dans Les Nuits ensorcelées (Lady in the Dark, 1944), la robe la plus chère de l'histoire du cinéma, doublée de vison, alors qu'en temps de guerre, règne une ambiance d'austérité, ce qui suscite de nombreux commentaires.
Elle a pendant plusieurs décennies aux États-Unis un rôle de prescriptrice en matière de mode, de par les tenues qu'elle choisit dans les films. Dans les années 1940-1950, durant ses collaborations avec Hitchcock, il est souvent constaté dans le monde du cinéma que les concepteurs de costumes créent des pièces qui reflètent leur propre style, alors qu'Edith Head a une vision différente à ce sujet : elle estime qu'il est plus important de concevoir des pièces qui reflètent le personnage.

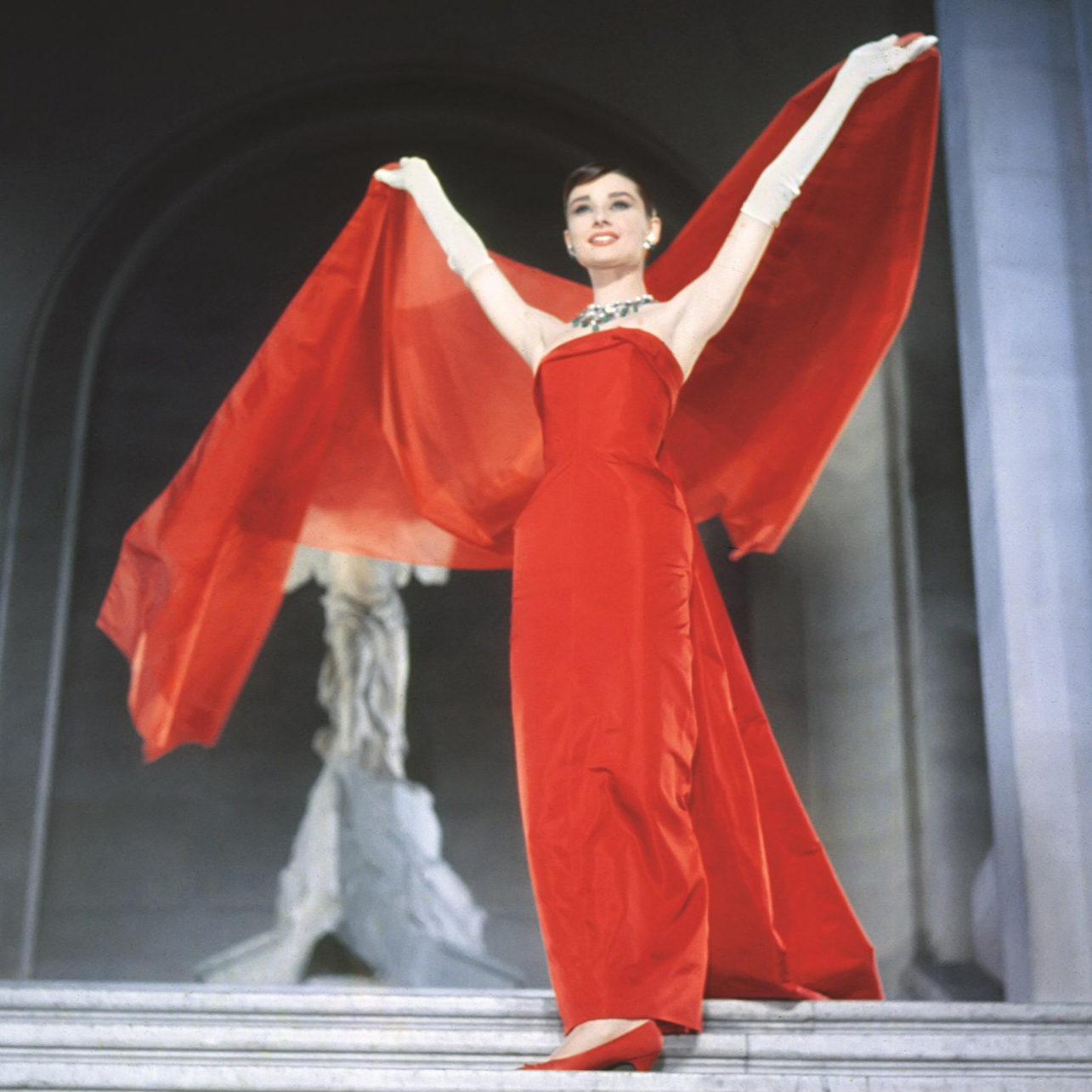
Audrey Hepburn costumée par Edith Head dans Drôle de frimousse (1957).

Edith Head est connue pour son style de travail unique et, contrairement à beaucoup de ses contemporains masculins, elle consulte généralement les stars féminines avec lesquelles elle collabore. En conséquence, elle apparaît comme la favorite de nombreuses grandes actrices des années 1940 et 1950, telles que Ginger Rogers, Bette Davis, Barbara Stanwyck, Jane Wyman, Rita Hayworth, Shirley MacLaine, Grace Kelly, Audrey Hepburn ou Elizabeth Taylor. Discrète sur sa vie, elle-même s'habille toujours très simplement, préférant des lunettes en écaille à monture épaisse et des tailleurs deux pièces classiques.
Dans les années 1970, elle tourne davantage son attention vers la télévision où de ses amis tels qu'Olivia de Havilland ont commencé à travailler. Elle y conçoit notamment les vêtements d'Endora sur la série Bewitched (Ma sorcière bien-aimée).

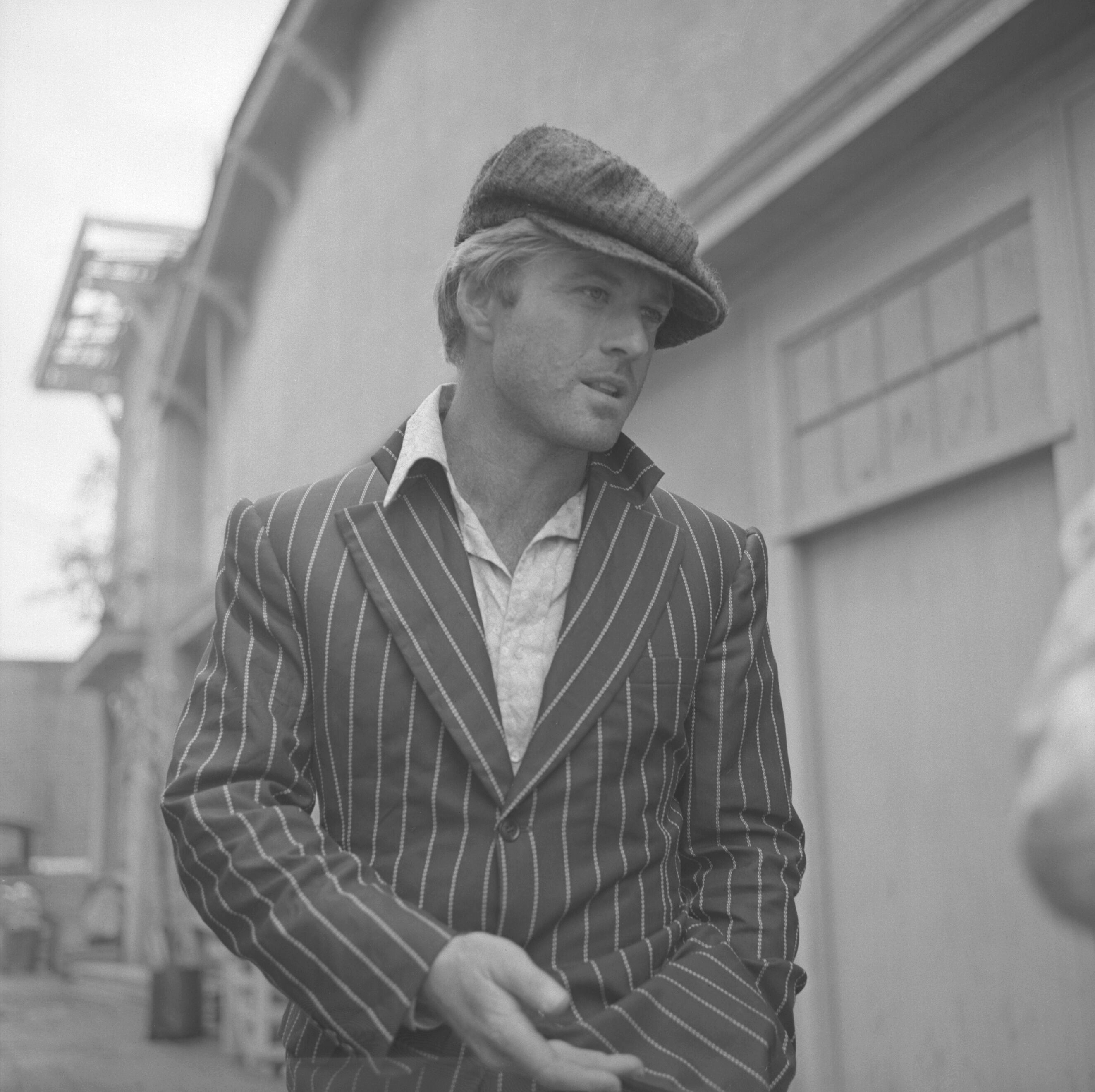
Robert Redford portant un costume d'Edith Head pour L'Arnaque (1973)

Elle fait par ailleurs quelques apparitions à l'écran, en 1966 dans le film La Statue en or massif de Russell Rouse, et en 1973 dans un épisode de la série télévisée Columbo, dans l'épisode Requiem pour une star (Requiem for a Falling Star, 1973, saison 2), où elle joue son propre rôle aux côtés d'Anne Baxter ; on peut apercevoir dans l'une des scènes de l'épisode les Oscars qu'elle a remportés, sauf le dernier, gagné ultérieurement.
Elle reçoit en 1974 une étoile sur le Hollywood Walk of Fame, au 6504 Hollywood Boulevard de Los Angeles.
À la fin des années 1970, on lui demande de concevoir un uniforme féminin pour la Garde côtière des États-Unis, en raison du nombre croissant de femmes dans la Garde côtière. Head qualifie la mission de « point culminant » de sa carrière et reçoit le prix du service public du mérite pour ses talents.
Elle est l'autrice de deux livres : The Dress Doctor en 1959 et How to Dress with Success en 1967. Ces livres sont réédités respectivement en 2008 et 2011.
Le 8 septembre 1940, elle a épousé le chef décorateur et directeur artistique primé Wiard Ihnen (1897-1979) et reste avec lui jusqu'à sa mort.

### Fin de vie
Elle meurt à 83 ans à Los Angeles d'une myelofibrose, maladie incurable de la moelle osseuse. Elle est enterrée au Forest Lawn Memorial Park à Glendale. 
Le film Les cadavres ne portent pas de costard, dont elle a conçu les costumes (des années 1940) avant sa mort, lui est dédié.

## Filmographie partielle

### Costumière

#### Années 1920
- 1927 : Les Ailes (Wings) de William A. Wellman et Harry d'Abbadie d'Arrast
- 1928 : Les Pilotes de la mort (The Legion of the Condemned)
- 1928 : Ladies of the Mob
- 1929 : Quartier chinois (Chinatown Nights) de William A. Wellman
- 1929 : La Cadette (The Saturday Night Kid)

#### Années 1930
- 1931 : The Lawyer's Secret de Louis Gasnier de Louis Gasnier et Max Marcin
- 1932 : Aimez-moi ce soir (Love Me Tonight)
- 1933 : Lady Lou (She Done Him Wrong)
- 1933 : Cradle Song
- 1934 : La mort prend des vacances (Death Takes a Holiday)
- 1934 : She Loves Me Not d'Elliott Nugent
- 1934 : You Belong to Me
- 1934 : La Demoiselle du téléphone (Ladies Should Listen), de Frank Tuttle
- 1936 : L'Espionne Elsa (Till We Meet Again)
- 1936 : Vingt-cinq Ans de fiançailles (Early to Bed), de Norman Z. McLeod
- 1936 : Poppy
- 1936 : Le Retour de Sophie Lang (The Return of Sophie Lang) de George Archainbaud
- 1936 : Rhythm on the Range
- 1936 : La Légion des damnés (The Texas Rangers)
- 1936 : Calibre neuf millimètres (Murder with Pictures) de Charles Barton
- 1936 : L'Appel de la folie (College Holiday) de Frank Tuttle
- 1937 : Deux Femmes (John Meade's Woman) (John Meade's Woman)
- 1937 : Sa dernière carte (Her Husband Lies) d'Edward Ludwig
- 1937 : L'Amour à Waikiki (Waikiki Wedding), de Frank Tuttle
- 1937 : Turn Off the Moon
- 1937 : Âmes à la mer (Souls at Sea)
- 1937 : Sophie Lang s'évade (Sophie Lang Goes West) de Charles Reisner
- 1937 : This Way Please
- 1937 : Ebb Tide
- 1937 : Blossoms on Broadway
- 1937 : Romance burlesque (Thrill of a Lifetime)
- 1937 : Une nation en marche (Wells Fargo)
- 1938 : Délicieuse (Mad About Music)
- 1938 : Big Broadcast of 1938 (The Big Broadcast of 1938)
- 1938 : Dangerous to Know
- 1938 : Toura, déesse de la jungle (Her Jungle Love)
- 1938 : College Swing
- 1938 : Noix-de-Coco Bar (Cocoanut Grove) d'Alfred Santell
- 1938 : La Belle de Mexico (Tropic Holiday)
- 1938 : Men with Wings
- 1938 : Give Me a Sailor
- 1938 : Dangerous to Know de Robert Florey
- 1938 : Les Gars du large (Spawn of the North)
- 1938 : Le Roi des gueux (If I Were King)
- 1938 : Artists and Models Abroad
- 1939 : Lune de miel à Bali (Honeymoon in Bali) d'Edward H. Griffith
- 1939 : Zaza
- 1939 : Disbarred
- 1939 : Paris Honeymoon
- 1939 : Le Roi de Chinatown (King of Chinatown) de Nick Grinde
- 1939 : Sudden Money
- 1939 : Never Say Die
- 1939 : The Gracie Allen Murder Case
- 1939 : Invitation au bonheur (Invitation to Happiness)
- 1939 : L'Irrésistible Monsieur Bob (Man about Town)
- 1939 : The Magnificent Fraud (en)
- 1939 : Beau Geste
- 1939 : The Star Maker
- 1939 : Lune de miel à Bali (Honeymoon in Bali)
- 1939 : Le Mystère de la maison Norman (The Cat and the Canary)
- 1939 : The Great Victor Herbert

#### Années 1940
- 1940 : L'Aventure d'une nuit (Remember the Night)
- 1940 : La Femme aux brillants (Adventure in Diamonds)
- 1940 : En route vers Singapour (Road to Singapore)
- 1940 : Buck Benny Rides Again (en)
- 1940 : Le Mystère du château maudit (The Ghost Breakers)
- 1940 : Safari de Edward H. Griffith
- 1940 : Gouverneur malgré lui (The Great McGinty), de Preston Sturges
- 1940 : Rhythm on the River
- 1940 : The Texas Rangers Ride Again
- 1940 : Love Thy Neighbor
- 1941 : Life with Henry
- 1941 : The Mad Doctor
- 1941 : Un cœur pris au piège (Lady Eve) (The Lady Eve)
- 1941 : En route vers Zanzibar (Road to Zanzibar)
- 1941 : L'Engagé volontaire (Caught in the Draft)
- 1941 : Le Défunt récalcitrant (Here Comes Mr. Jordan)
- 1941 : Vedette à tout prix (Kiss the Boys Goodbye)
- 1941 : Aloma, princesse des îles (Aloma of the South Seas)
- 1941 : Rien que la vérité (Nothing But the Truth)
- 1941 : Tu m'appartiens (You Belong to Me) de Wesley Ruggles
- 1941 : New York Town
- 1941 : Birth of the Blues
- 1941 : La Folle alouette (Skylark)
- 1941 : Les Voyages de Sullivan (Sullivan's Travels)
- 1942 : Espionne aux enchères (The Lady Has Plans)
- 1942 : L'escadre est au port (The Fleet's In)
- 1942 : André et les Fantômes (The Remarkable Andrew) de Stuart Heisler
- 1942 : La Blonde de mes rêves (My Favorite Blonde)
- 1942 : L'Inspiratrice (The Great Man's Lady)
- 1942 : Tueur à gages (This Gun for Hire)
- 1942 : Mabok, l'éléphant du diable (Beyond the Blue Horizon)
- 1942 : Madame exagère (Are Husbands Necessary?) de Norman Taurog
- 1942 : Uniformes et Jupons courts (The Major and the Minor) de Billy Wilder
- 1942 : La Clé de verre (The Glass Key)
- 1942 : Ma femme est une sorcière (I Married a Witch)
- 1942 : En route vers le Maroc (Road to Morocco)
- 1942 : Jordan le révolté (Lucky Jordan) de Frank Tuttle
- 1942 : Au pays du rythme (Star Spangled Rhythm)
- 1942 : Les Folles Héritières (The Gay Sisters)
- 1943 : Obsessions (Flesh and Fantasy)
- 1943 : Young and Willing
- 1943 : Riding High de George Marshall
- 1943 : Le Défilé de la mort (China), de John Farrow
- 1943 : Les Cinq Secrets du désert (Five Graves to Cairo)
- 1943 : Jour de chance (Riding High)
- 1943 :  Pris sur le vif (True to Life) de George Marshall
- 1944 : Miracle au village (The Miracle of Morgan's Creek)
- 1944 : L'amour cherche un toit (Standing Room Only)
- 1944 : La Falaise mystérieuse (The Uninvited)
- 1944 : Les Nuits ensorcelées (Lady in the Dark)
- 1944 : Quatre Flirts et un cœur (And the Angels Sing) de George Marshall
- 1944 : La Route semée d'étoiles (Going My Way)
- 1944 : Héros d'occasion (Hail the Conquering Hero)
- 1944 : I Love a Soldier
- 1944 : Our Hearts Were Young and Gay
- 1944 : Lona la sauvageonne (Rainbow Island) de Ralph Murphy
- 1944 : The Great Moment
- 1944 : Assurance sur la mort (Double Indemnity)
- 1944 : Le bonheur est pour demain (And Now Tomorrow)
- 1944 : La Marine en jupons (Here Come the Waves)
- 1945 : Les Caprices de Suzanne (The Affairs of Susan)
- 1945 : You Came Along
- 1945 : Un cœur aux enchères (Out of This World)
- 1945 : La Blonde incendiaire (Incendiary Blonde)
- 1945 : Le Poids d'un mensonge (Love Letters)
- 1945 : Épousez-moi, chérie ! (Hold That Blonde!)
- 1945 : Le Poison (The Lost Weekend)
- 1945 : Masquerade à Mexico (Masquerade in Mexico)
- 1945 : Les Cloches de Sainte-Marie (The Bells of St. Mary's)
- 1945 : Le Club des cigognes (The Stork Club)
- 1946 : En route vers l'Alaska (Road to Utopia)
- 1946 : À chacun son destin (To Each His Own)
- 1946 : Le Traître du Far-West (The Virginian)
- 1946 : Le Dahlia bleu (The Blue Dahlia)
- 1946 : Amazone moderne (The Bride Wore Boots)
- 1946 : Le Droit d'aimer (My Reputation) de Curtis Bernhardt
- 1946 : L'Emprise du crime (The Strange Love of Martha Ivers)
- 1946 : La Mélodie du bonheur (Blue Skies)
- 1946 : Cross My Heart
- 1946 : Californie terre promise (California)
- 1947 : Le Fiancé de ma fiancée (Dear Ruth) de William D. Russell
- 1947 : Mariage parfait (The Perfect Marriage)
- 1947 : La Brune de mes rêves (My Favorite Brunette)
- 1947 : Ils étaient quatre frères (Blaze of Noon) de John Farrow
- 1947 : Femme de feu (Ramrod)
- 1947 : L'Orchidée  blanche (The Other Love)
- 1947 : Dear Ruth (en)
- 1947 : Welcome Stranger
- 1947 : The Trouble with Women (en)
- 1947 : La Furie du désert (Desert Fury)
- 1947 : Hollywood en folie (Variety Girl)
- 1947 : Les Corsaires de la terre (Wild Harvest)
- 1947 : Where There's Life
- 1947 : En route vers Rio (Road to Rio)
- 1947 : La Seconde Madame Carroll (The Two Mrs. Carrolls)
- 1948 : L'Homme aux abois (I Walk Alone)
- 1948 : Trafic à Saïgon (Saigon)
- 1948 : La Grande Horloge (The Big Clock)
- 1948 : La Valse de l'empereur (The Emperor Waltz)
- 1948 : Deux Sacrées Canailles (The Sainted Sisters) de William D. Russell
- 1948 : Dream Girl
- 1948 : La Scandaleuse de Berlin (A Foreign Affair)
- 1948 : Retour sans espoir (Beyond Glory)
- 1948 : Raccrochez, c'est une erreur ! (Sorry, Wrong Number) d'Anatole Litvak
- 1948 : Les Filles du major (Isn't It Romantic?) de Norman Z. McLeod
- 1948 : Les Yeux de la nuit (Night Has a Thousand Eyes)
- 1948 : La Mariée du dimanche (June Bride)
- 1948 : La Chasse aux millions (Miss Tatlock's Millions) de Richard Haydn
- 1949 : Les Mirages de la peur (The Accused)
- 1949 : Mon véritable amour (My Own True Love)
- 1949 : Un Yankee à la cour du roi Arthur (A Connecticut Yankee in King Arthur's Court)
- 1949 : L'Homme au chewing-gum (Manhandled)
- 1949 : Le Prix du silence (The Great Gatsby)
- 1949 : La Corde de sable (Rope of Sand)
- 1949 : My Friend Irma
- 1949 : L'Héritière (The Heiress)
- 1949 : L'Ange endiablé (Red, Hot and Blue)
- 1949 : La Garce (Beyond the Forest)
- 1949 : Samson et Dalila (Samson and Delilah)
- 1949 : Don Juan de l'Atlantique (The Great Lover)
- 1949 : Tête folle (My foolish Heart), de Mark Robson

#### Années 1950
- 1950 : La Femme à l'écharpe pailletée (The File on Thelma Jordon)
- 1950 : Chaînes du destin (No Man of Her Own)
- 1950 : Jour de chance (Riding High)
- 1950 : Irma à Hollywood (My Friend Irma Goes West)
- 1950 : Boulevard du crépuscule (Sunset Blvd.)
- 1950 : Les Furies (The Furies)
- 1950 : Les Amants de Capri (September Affair)
- 1950 : La Main qui venge (Dark City)
- 1950 : Terre damnée (Copper Canyon)
- 1950 : Let's Dance
- 1950 : Marqué au fer (Branded)
- 1950 : Ève (All about Eve)
- 1951 : Le Môme boule-de-gomme (The Lemon Drop Kid) de Sidney Lanfield et Frank Tashlin
- 1951 : Le Dernier bastion (The Last Outpost)
- 1951 : Dear Brat
- 1951 : Bon sang ne peut mentir (That's My Boy)
- 1951 : Le Gouffre aux chimères (Ace in the Hole)
- 1951 : Pékin Express
- 1951 : Darling, How Could You!
- 1951 : Une place au soleil (A Place in the Sun)
- 1951 : Rhubarb, le chat millionnaire
- 1951 : Le Choc des mondes (When Worlds Collide)
- 1951 : Si l'on mariait papa (He Comes the Groom) de Frank Capra
- 1951 : Histoire de détective (Detective Story)
- 1951 : La Ville d'argent (Silver City)
- 1951 : Espionne de mon cœur (My Favorite Spy)
- 1952 : Sous le plus grand chapiteau du monde (The Greatest Show on Earth)
- 1952 : La Polka des marins (Sailor Beware)
- 1952 : L'Ivresse et l'Amour (Something to Live For)
- 1952 : Aaron Slick from Punkin Crick
- 1952 : My Son John
- 1952 : Le Vol du secret de l'atome (The Atomic City)
- 1952 : Les Rivaux du rail (Denver and Rio Grande)
- 1952 : Parachutiste malgré lui (Jumping Jacks)
- 1952 : Un amour désespéré (Carrie)
- 1952 : Somebody Loves Me
- 1952 : Pour vous, mon amour (Just for You)
- 1952 : The Turning Point
- 1952 : En route vers Bali (Road to Bali)
- 1952 : Reviens petite Sheba (Come Back, Little Sheba)
- 1953 : Tropic Zone
- 1953 : Les Dégourdis de la M.P. (Off Limits)
- 1953 : Les étoiles chantent (The Stars Are Singing)
- 1953 : The Girls of Pleasure Island
- 1953 : L'Homme des vallées perdues (Shane)
- 1953 : Fais-moi peur (Scared Stiff)
- 1953 : Sangaree
- 1953 : La Ville sous le joug (The Vanquished)
- 1953 : Pony Express
- 1953 : Houdini le grand magicien (Houdini)
- 1953 : Le Sorcier du Rio Grande (Arrowhead)
- 1953 : Amour, Délices et Golf (The Caddy)
- 1953 : La Guerre des mondes (The War of the Worlds)
- 1953 : Vacances romaines (Roman Holiday)
- 1953 : L'Éternel féminin (Forever female)
- 1953 : Le Petit Garçon perdu (Little Boy Lost)
- 1953 : Those Redheads from Seattle
- 1953 : Il y aura toujours des femmes (Here Come the Girls)
- 1953 : Un galop du diable (Money from Home)
- 1954 : Alaska Seas (en)
- 1954 : L'Appel de l'or (Jivaro)
- 1954 : Quand la marabunta gronde (The Naked Jungle)
- 1954 : Un grain de folie (Knock on Wood)
- 1954 : La Piste des éléphants (Elephant Walk)
- 1954 : Romance sans lendemain (About Mrs. Leslie)
- 1954 : C'est pas une vie, Jerry (Living It Up)
- 1954 : Fenêtre sur cour (Rear Window)
- 1954 : Sabrina
- 1954 : Noël blanc (White Christmas)
- 1954 : Une fille de la province (The Country Girl)
- 1954 : 3 Ring Circus
- 1954 : Les Ponts de Toko-Ri (The Bridges at Toko-Ri)
- 1955 : À l'ombre des potences (Run for Cover), de Nicholas Ray
- 1955 : Horizons lointains (The Far Horizons)
- 1955 : Mes sept petits chenapans (The Seven Little Foys)
- 1955 : La Main au collet (To Catch a Thief)
- 1955 : Un pitre au pensionnat (You're Never Too Young)
- 1955 : The Girl Rush
- 1955 : Mais qui a tué Harry ? (The Trouble with Harry)
- 1955 : La Maison des otages (The Desperate Hours)
- 1955 : Une femme extraordinaire (Lucy Gallant)
- 1955 : Artistes et Modèles (Artists and Models)
- 1955 : Les Îles de l'enfer (Hell's Island)
- 1955 : La Rose tatouée (The Rose Tattoo)
- 1955 : Le Bouffon du roi (The Court Jester)
- 1956 : L'Homme qui en savait trop (The man who knew too much)
- 1956 : Infamie (The Come On)
- 1956 : The Birds and the Bees
- 1956 : Énigme policière (The Scarlet Hour) de Michael Curtiz
- 1956 : Anything Goes
- 1956 : Si j'épousais ma femme (That Certain Feeling)
- 1956 : The Leather Saint
- 1956 : Un magnifique salaud (The Proud and Profane)
- 1956 : Le Trouillard du Far West (Pardners)
- 1956 : The Search for Bridey Murphy
- 1956 : Les Dix commandements (The Ten Commandments)
- 1956 : La Neige en deuil (The Mountain)
- 1956 : Un vrai cinglé de cinéma (Hollywood or Bust)
- 1956 : Le Faiseur de pluie (The Rainmaker)
- 1957 : Drôle de frimousse (Funny Face)
- 1957 : Prisonnier de la peur (Fear Strikes Out)
- 1957 : Règlements de comptes à OK Corral (Gunfight at the O.K. Corral)
- 1957 : Le Délinquant involontaire (The Delicate Delinquent)
- 1957 : L'Ingrate cité (Beau James)
- 1957 : Le Pantin brisé (The Joker Is Wild)
- 1957 : À deux pas de l'enfer (Short Cut to Hell)
- 1957 : Le Virage du diable (The Devil's Hairpin)
- 1957 : Terre sans pardon (Three Violent People)
- 1957 : Du sang dans le désert (The Tin Star)
- 1957 : Hear Me Good
- 1957 : P'tite tête de trouffion (The Sad Sack)
- 1957 : Car sauvage est le vent
- 1958 : Sueurs froides (Vertigo)
- 1958 : Le Chouchou du professeur (Teacher's Pet)
- 1958 : St. Louis Blues
- 1958 : Vague de chaleur (Hot Spell)
- 1958 : Bagarres au King Créole (King Creole)
- 1958 : Trois bébés sur les bras (Rock-a-Bye Baby)
- 1958 : La Meneuse de jeu (The Matchmaker)
- 1958 : L'Orchidée noire (The Black Orchid)
- 1958 : As Young as We Are
- 1958 : Le Kid en kimono (The Geisha Boy)
- 1958 : La Péniche du bonheur (Houseboat)
- 1958 : Tueurs de feux à Maracaibo (Maracaibo)
- 1958 : The Buccaneer
- 1959 : Dans la souricière (The Trap)
- 1959 : Ne tirez pas sur le bandit (Alias Jesse James)
- 1959 : Millionnaire de cinq sous (The Five Pennies)
- 1959 : Une espèce de garce (That Kind of Woman)
- 1959 : Don't Give Up the Ship
- 1959 : Un trou dans la tête (A Hole in the Head)
- 1959 : Le Dernier train de Gun Hill (Last Train from Gun Hill)
- 1959 : La Vie à belles dents (But Not for Me)
- 1959 : Career

#### Années 1960
- 1960 : La Diablesse en collant rose (Heller in Pink Tights)
- 1960 : Mince de planète (Visit to a Small Planet)
- 1960 : Les Pièges de Broadway (The Rat Race)
- 1960 : Café Europa en uniforme (G.I. Blues)
- 1960 : Cendrillon aux grands pieds (Cinderfella)
- 1960 : Pepe
- 1960 : Voulez-vous pêcher avec moi ? (The Facts of Life)
- 1961 : Il a suffi d'une nuit (All in a Night's Work) de Joseph Anthony
- 1961 : La Doublure du général (On the Double)
- 1961 : The Pleasure of His Company
- 1961 : Le Tombeur de ces dames (The Ladies Man)
- 1961 : Love in a Goldfish Bowl
- 1961 : Man-Trap
- 1961 : La Ballade des sans-espoir (Too Late Blues) :
- 1961 : Été et Fumées (Summer and Smoke)
- 1961 : Sous le ciel bleu de Hawaï (Blue Hawaii)
- 1961 : Le Zinzin d'Hollywood (The Errand Boy)
- 1962 : Les Oiseaux (The Birds)
- 1962 : Ma geisha (My Geisha)
- 1962 : Trahison sur commande (The Counterfeit Traitor)
- 1962 : L'Homme qui tua Liberty Valance (The Man Who Shot Liberty Valance)
- 1962 : Les Fuyards du Zahrain (Escape from Zahrain)
- 1962 : Hatari ! (Hatari!)
- 1962 : Des filles... encore des filles (Girls! Girls! Girls!), de Norman Taurog
- 1962 : L'Increvable Jerry (It'$ Only Money)
- 1962 : L'Inconnu du gang des jeux (Who's got the action ?)
- 1962 : A Girl Named Tamiko
- 1963 : Papa's Delicate Condition
- 1963 : Mes six amours et mon chien (My Six Loves) de Gower Champion
- 1963 : Ma femme est sans critique '(Critic's Choice)
- 1963 : Le Plus Sauvage d'entre tous (Hud)
- 1963 : Docteur Jerry et Mister Love (The Nutty Professor)
- 1963 : T'es plus dans la course, papa ! (Come Blow Your Horn)
- 1963 : La Taverne de l'Irlandais (Donovan's Reef)
- 1963 : Le Divan de l'infidélité (Wives and Lovers)
- 1963 : La Fille à la casquette (A New Kind of Love)
- 1963 : L'Idole d'Acapulco (Fun in Acapulco)
- 1963 : Un chef de rayon explosif (Who's Minding the Store?)
- 1963 : Who's Been Sleeping in My Bed?
- 1963 : Une certaine rencontre (Love with the Proper Stranger)
- 1963 : L'Ombre du passé I Could Go On Singing
- 1964 : Le Sport favori de l'homme (Man's Favorite Sport?)
- 1964 : Les Ambitieux (The Carpetbaggers)
- 1964 : Mr. and Mrs. (téléfilm)
- 1964 : Jerry souffre-douleur (The Patsy)
- 1964 : La Maison de Madame Adler (A House Is Not a Home)
- 1964 : Rivalités (Where Love Has Gone)
- 1964 : L'Homme à tout faire (Roustabout)
- 1964 : Jerry chez les cinoques (The Disorderly Orderly)
- 1964 : Une vierge sur canapé (Sex and the Single Girl)
- 1964 : La Rolls-Royce jaune (The Yellow Rolls-Royce)
- 1964 : 36 heures avant le débarquement (36 Hours), de George Seaton
- 1965 : L'Enquête (Sylvia) de Gordon Douglas)
- 1965 : Who Has Seen the Wind? (téléfilm)
- 1965 : L'amour a plusieurs visages (Loves has many faces)
- 1965 : L'Encombrant Monsieur John (John Goldfarb, Please Come Home)
- 1965 : Sur la piste de la grande caravane (The Hallelujah Trail)
- 1965 : Harlow, la blonde platine (Harlow)
- 1965 : Les Quatre fils de Katie Elder (The Sons of Katie Elder)
- 1965 : Les Tontons farceurs (The Family Jewels)
- 1965 : Ligne rouge 7000 (Red Line 7000)
- 1965 : Boeing (707) Boeing (707)
- 1965 : The Slender Thread
- 1966 : La Statue en or massif (The Oscar) : + apparition dans son propre rôle
- 1966 : The Last of the Secret Agents? (en)
- 1966 : Paradis hawaïen (Paradise, Hawaiian Style)
- 1966 : Propriété interdite (This Property Is Condemned), de Sydney Pollack
- 1966 : Les Plaisirs de Pénélope (Penelope)
- 1966 : The Swinger
- 1966 : El Dorado
- 1967 : La Nuit des assassins (Warning Shot)
- 1967 : Trois gars, deux filles... un trésor (Easy Come, Easy Go)
- 1967 : Pieds nus dans le parc (Barefoot in the Park)
- 1967 : The Caper of the Golden Bulls
- 1968 : Évasion sur commande (The Secret War of Harry Frigg)
- 1968 : El Gringo (Blue)
- 1968 : L'Intrus magnifique (What's So Bad About Feeling Good?) de George Seaton
- 1968 : En pays ennemi (In Enemy Country)
- 1968 : The Pink Jungle
- 1968 : Un cri dans l'ombre (House of Cards)
- 1968 : Les Feux de l'enfer (Hellfighters)
- 1969 : Sweet Charity
- 1969 : Virages (Winning)
- 1969 : Les Griffes de la peur (Eye of the Cat)
- 1969 : L'Homme perdu (The Lost Man)
- 1969 : L'Étau (Topaz)
- 1969 : Willie Boy (Tell Them Willie Boy Is Here)

#### Années 1970
- 1970 : Storia di una donna
- 1970 : Airport
- 1970 : Skullduggery
- 1970 : Le Cerveau d'acier (Colossus: The Forbin Project)
- 1971 : Le Clan des irréductibles (Sometimes a Great Notion)
- 1971 : Red Sky at Morning (en)
- 1972 : L'Enterrée vive (The Screaming Woman) (téléfilm)
- 1972 : Pete 'n' Tillie
- 1972 : Juge et Hors-la-loi (The Life and Times of Judge Roy Bean)
- 1973 : Duel dans la poussière (Showdown)
- 1973 : Maison de poupée (A Doll's House)
- 1973 : Les Noces de cendre (Ash Wednesday)
- 1973 : Don Angelo est mort (The Don Is Dead)
- 1973 : L'Arnaque (The Sting)
- 1975 : La Kermesse des aigles (The Great Waldo Pepper)
- 1975 : L'Homme qui voulut être roi (The Man Who Would Be King)
- 1976 : Gable and Lombard
- 1976 : W.C. Fields et moi (W.C. Fields and Me)
- 1976 : L'Oiseau bleu (The Blue Bird)
- 1976 : Complot de famille (Family Plot)
- 1976 : Amelia Earhart (téléfilm)
- 1976 : The Disappearance of Aimee (téléfilm)
- 1977 : Les Naufragés du 747 (Airport '77)
- 1977 : Sex and the Married Woman (téléfilm)
- 1977 : Sunshine Christmas (téléfilm)
- 1978 : Sextette
- 1978 : Olly, Olly, Oxen Free
- 1978 : Les Quatre Filles du docteur March (Little Women) (mini-série)
- 1978 : The Big Fix
- 1978 : Return Engagement (téléfilm)
- 1979 : Women in White (téléfilm)

#### Années 1980
- 1980 : The Last Married Couple in America
- 1982 : Les cadavres ne portent pas de costard (Dead Men Don't Wear Plaid)

### Actrice
- 1966 : La Statue en or massif de Russell Rouse
- 1973 : Columbo : Requiem pour une star (Requiem for a Falling Star, saison 2) : elle-même

## Galerie de costumes créés par Edith Head

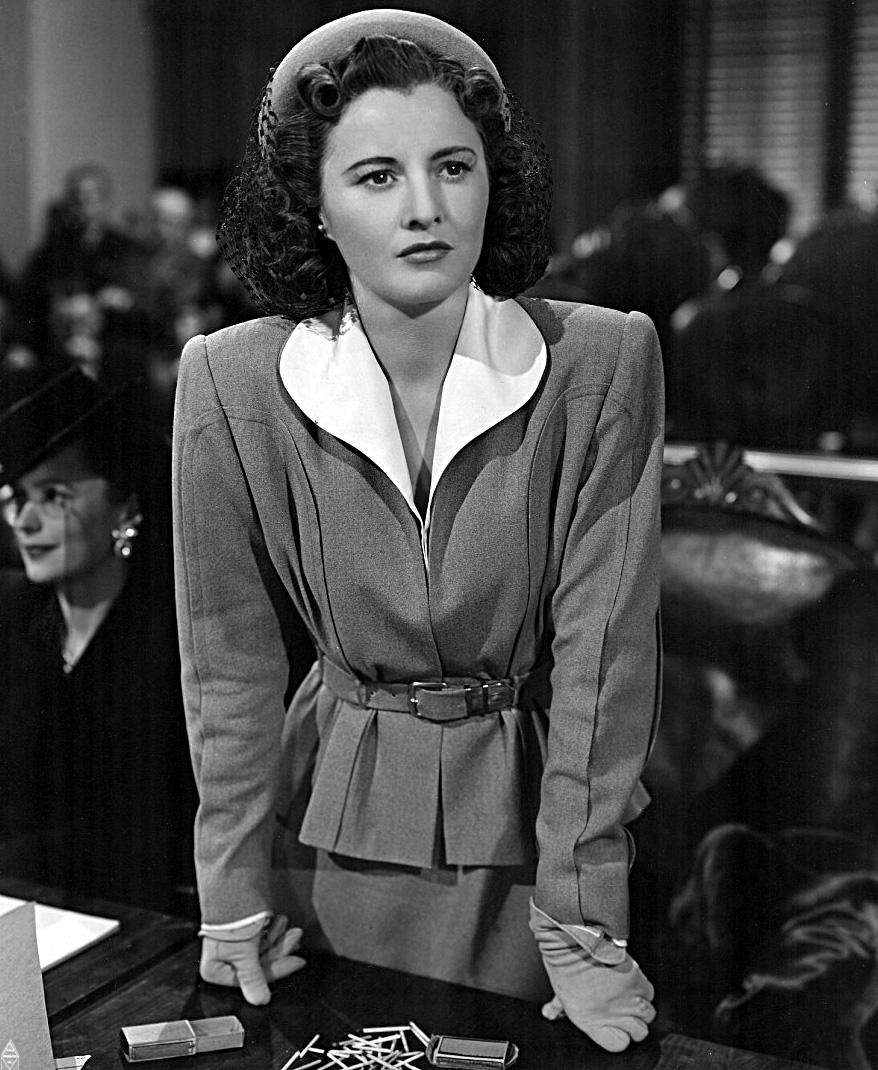
Barbara Stanwyck dans Les Folles Héritières (1942).
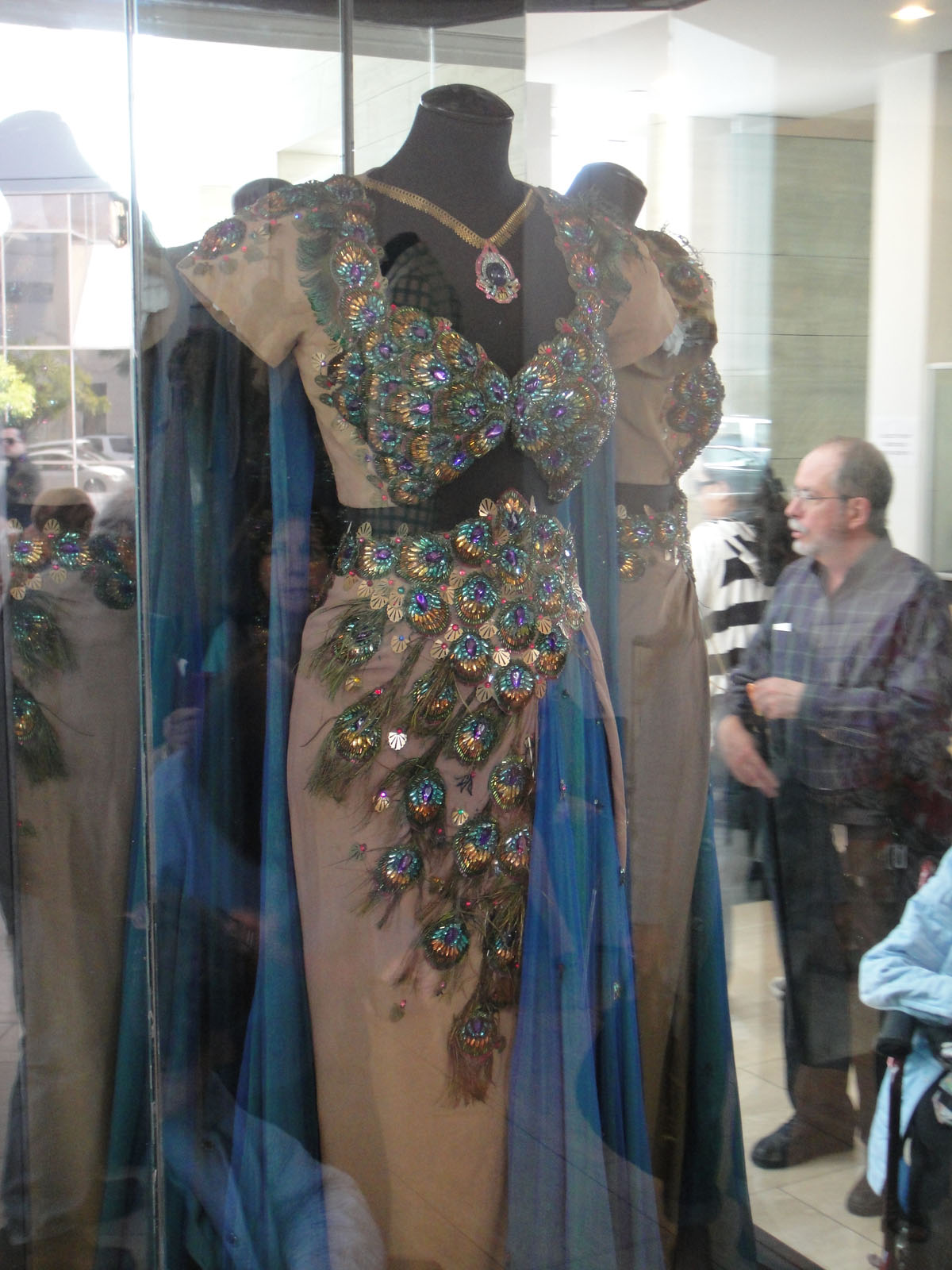
La robe portée par Hedy Lamarr dans Samson et Dalila (1949), Oscar des meilleurs costumes en 1951.
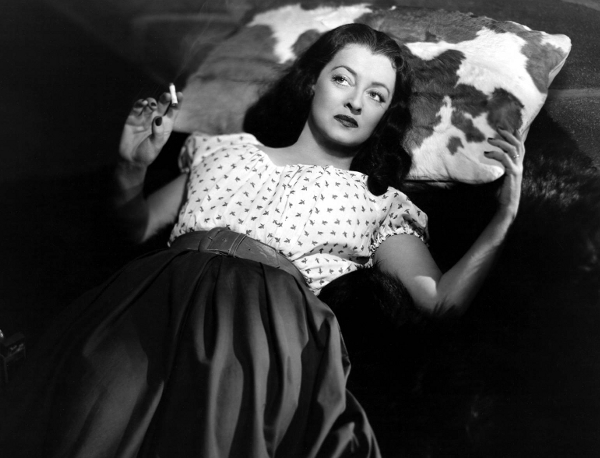
Bette Davis dans La Garce (1949).
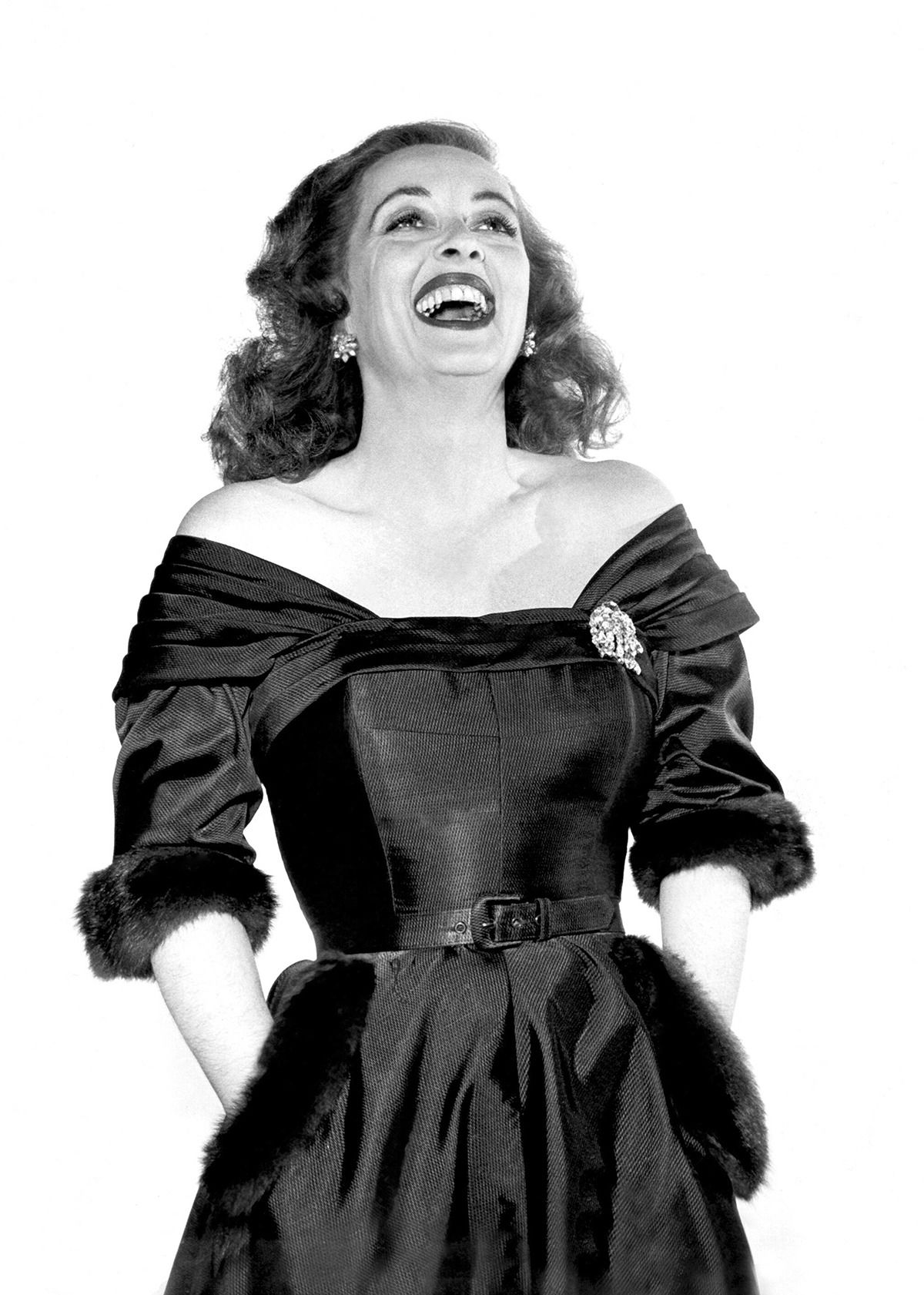
Bette Davis dans All about Eve (1950
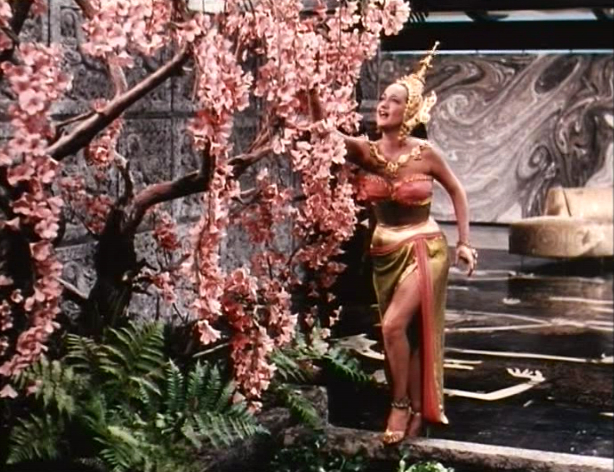
Dorothy Lamour dans En route vers Bali (1952)
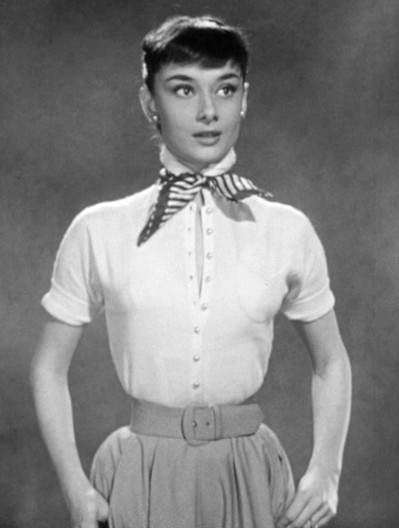
Audrey Hepburn dans Vacances romaines (1953), Oscar des meilleurs costumes en 1954.
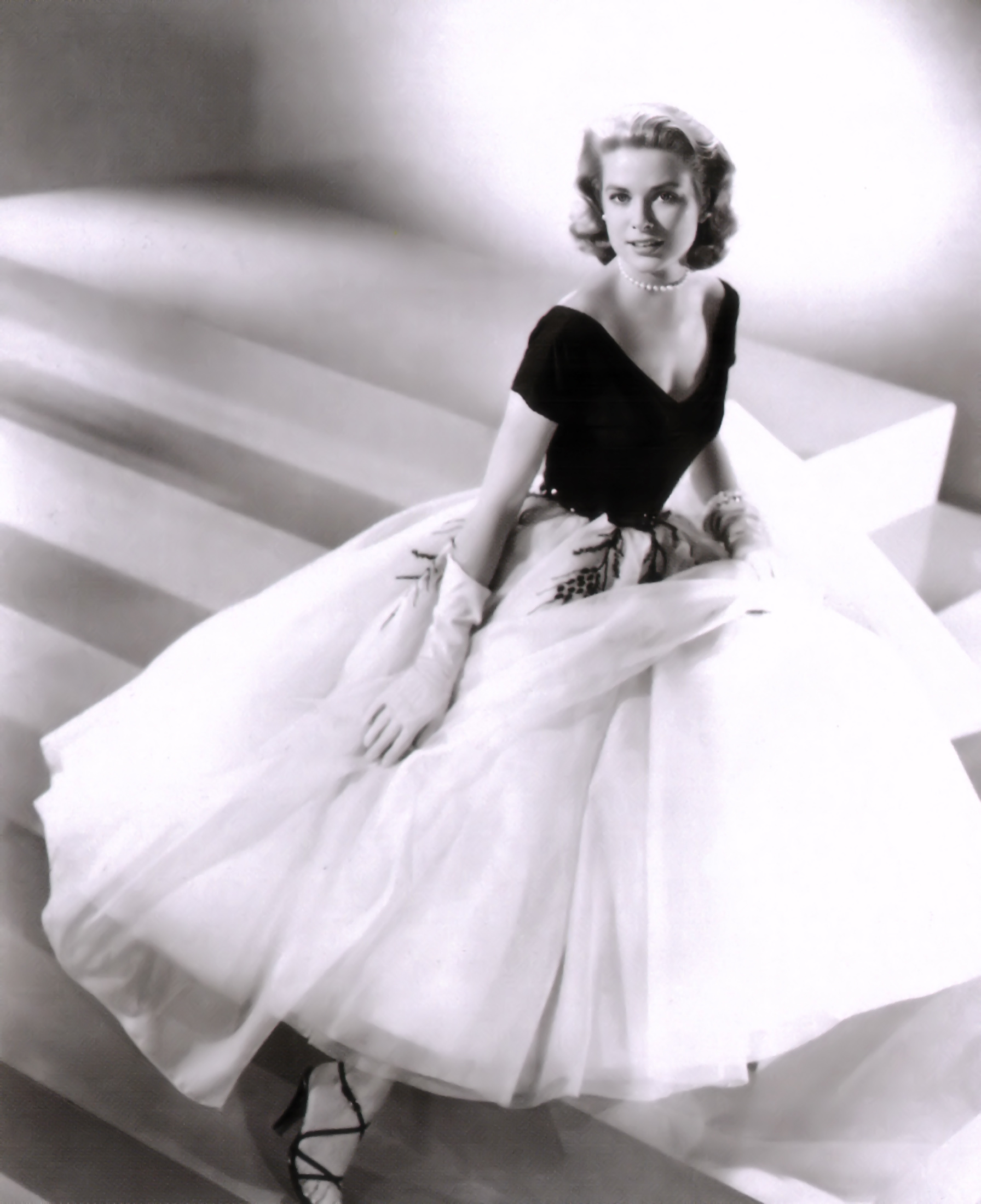
Grace Kelly dans Fenêtre sur cour (1954).
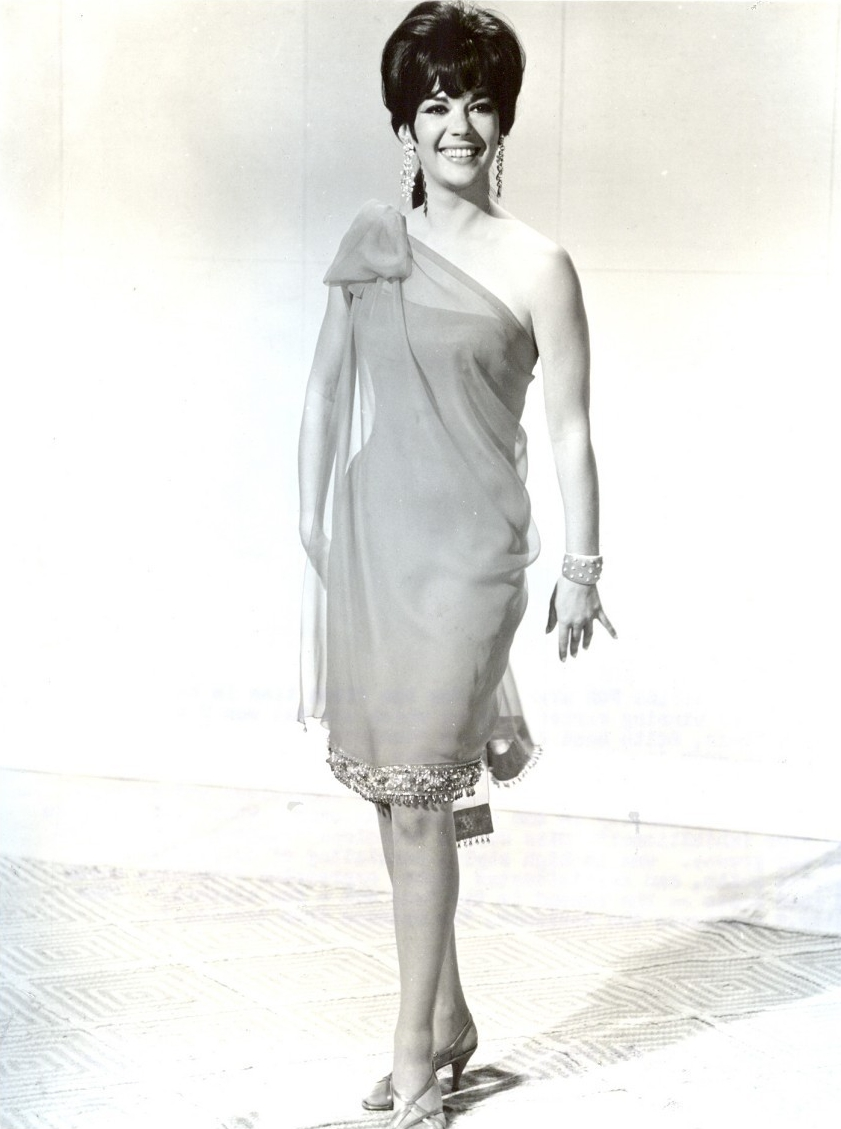
Natalie Wood dans Les Plaisirs de Pénélope (1966).

## Récompenses et distinctions

### Récompenses
- Oscar de la meilleure création de costumes 1950 pour L'Héritière
- Oscar de la meilleure création de costumes 1951 pour Ève
- Oscar de la meilleure création de costumes 1951 pour Samson et Dalila
- Oscar de la meilleure création de costumes 1952 pour Une place au soleil
- Oscar de la meilleure création de costumes 1954 pour Vacances romaines
- Oscar de la meilleure création de costumes 1955 pour Sabrina
- Oscar de la meilleure création de costumes 1961 pour Voulez-vous pêcher avec moi ?
- Oscar de la meilleure création de costumes 1974 pour L'Arnaque

### Nominations
- Oscar de la meilleure création de costumes 1949 pour La Valse de l'empereur
- Oscar de la meilleure création de costumes 1953 pour Un amour désespéré
- Oscar de la meilleure création de costumes 1953 pour Sous le plus grand chapiteau du monde
- Oscar de la meilleure création de costumes 1956 pour La Rose tatouée
- Oscar de la meilleure création de costumes 1956 pour La Main au collet
- Oscar de la meilleure création de costumes 1957 pour Les Dix Commandements
- Oscar de la meilleure création de costumes 1957 pour Un magnifique salaud
- Oscar de la meilleure création de costumes 1958 pour Drôle de frimousse
- Oscar de la meilleure création de costumes 1959 pour Les Boucaniers
- Oscar de la meilleure création de costumes 1960 pour En lettres de feu
- Oscar de la meilleure création de costumes 1960 pour Millionnaire de cinq sous
- Oscar de la meilleure création de costumes 1961 pour Pepe
- Oscar de la meilleure création de costumes 1962 pour Milliardaire pour un jour
- Oscar de la meilleure création de costumes 1963 pour L'Homme qui tua Liberty Valance
- Oscar de la meilleure création de costumes 1963 pour Ma geisha
- Oscar de la meilleure création de costumes 1964 pour Une certaine rencontre
- Oscar de la meilleure création de costumes 1964 pour Le Divan de l'infidélité
- Oscar de la meilleure création de costumes 1964 pour La Fille à la casquette
- Oscar de la meilleure création de costumes 1965 pour La Maison de Madame Adler
- Oscar de la meilleure création de costumes 1965 pour Madame Croque-maris
- Oscar de la meilleure création de costumes 1966 pour Trente minutes de sursis (The Slender Thread)
- Oscar de la meilleure création de costumes 1966 pour Daisy Clover
- Oscar de la meilleure création de costumes 1967 pour La Statue en or massif
- Oscar de la meilleure création de costumes 1970 pour Sweet Charity
- Oscar de la meilleure création de costumes 1971 pour Airport
- Oscar de la meilleure création de costumes 1976 pour L'Homme qui voulut être roi
- Oscar de la meilleure création de costumes 1978 pour Les Naufragés du 747

## Dans la culture populaire
Edith Head est l'une des principales inspirations pour le personnage d'Edna Mode, la créatrice de costumes de super-héros dans le film d'animation Les Indestructibles et sa suite[réf. nécessaire].